# David Turoň
David Turoň (* 4. Oktober 1983 in Havířov, Tschechoslowakei) ist ein ehemaliger tschechischer Eishockeyspieler, der vor allem in den verschiedenen osteuropäischen Eishockeyligen aktiv war. 2016 wurde er mit KS Cracovia polnischer Meister. Zudem kam er zu insgesamt 36 Einsätzen in der American Hockey League für die St. John’s Maple Leafs und Toronto Marlies.

## Karriere
David Turoň begann beim HC Karviná mit dem Eishockey. Mit 16 Jahren wechselte er in den Nachwuchs des HC Havířov, für dessen U18- und U20-Junioren er zwischen 1999 und 2002 in der jeweiligen Junioren-Extraliga aktiv war. Während der Spielzeit 2000/01 debütierte er in der Profimannschaft des Vereins, die damals in der Extraliga spielte. In der folgenden Saison absolvierte er insgesamt 14 Spiele in der Extraliga und wurde beim NHL Entry Draft 2002 von den Toronto Maple Leafs in der vierten Runde als 122. Spieler ausgewählt.
Als Folge des Drafts ging er nach Nordamerika und spielte bis 2003 für die Portland Winter Hawks, die ihn beim CHL Import Draft 2002 in der ersten Runde als insgesamt 39. Akteur gezogen hatten, in der Western Hockey League. Danach bekam er seinen ersten Profivertrag von den St. John’s Maple Leafs aus der American Hockey League, dem Farmteam der Toronto Maple Leafs. Allerdings wurde Turoň hauptsächlich in der ECHL und Central Hockey League eingesetzt, unter anderem bei den Memphis RiverKings und Pensacola Ice Pilots. Vor der Saison 2005/06 wurden die Toronto Marlies das neue Partnerteam der Maple Leafs und Turoň absolvierte für die Marlies 24 AHL-Partien.
Im Sommer 2006 erhielt er keinen neuen Vertrag in Nordamerika und kehrte nach Europa zurück, wo er zunächst vom HC Znojemští Orli verpflichtet wurde. Über den HC Slavia Prag und den HC Olomouc kam er Anfang November 2006 zum MsHK Žilina, mit dem er den letzten Platz der slowakischen Extraliga belegte. Außerdem wurde er beim IIHF European Champions Cup 2007 eingesetzt, bei dem der MsHK den vierten Platz belegte.
Die Saison 2007/08 verbrachte er beim HK Aquacity ŠKP Poprad, für den er in 58 Partien 17 Scorerpunkte erzielte und mit dem er das Playoff-Viertelfinale erreichte. Nach diesem Erfolg kehrte er nach Žilina zurück, wo er zwischen 2008 und 2010 über 100 Partien absolvierte, in denen er 40 Scorerpunkte erreichte.
Ende Mai 2010 erhielt Turoň einen Zweijahresvertrag beim HC Dukla Trenčín, für den er allerdings nur 25 Spiele absolvierte. Ende November des gleichen Jahres entschied sich Turoň zu einem Wechsel nach Deutschland, wo er von den Lausitzer Füchsen verpflichtet wurde. Im Sommer 2011 wechselte er zum SHC Fassa in die italienische Serie A1.
Weitere Stationen in seiner Karriere waren der HC Meran, der KH Sanok, die Dundee Stars und der KS Cracovia. Mit Cracovia gewann er 2016 die polnische Meisterschaft. Anschließend spielte er in Schottland bei den Fife Flyers und abermals in Polen für Polonia Bytom und Zagłębie Sosnowiec. Nachdem er in der Spielzeit 2021/22 noch einige Spiele für den tschechischen Viertligisten MŠK Orlová absolviert hatte, beendete er seine Karriere. Seither ist er als Trainer der U17 des Klubs tätig, die in der dritten Liga dieser Altersklasse antritt und der seit 2023 auch sein 2007 geborener Sohn David jr. als Torhüter auf dem Eis steht.

### International
David Turoň vertrat sein Heimatland Tschechien bei zwei internationalen Turnieren, der U18-Weltmeisterschaft 2001 und der U20-Weltmeisterschaft  2003. 2001 belegte die U18-Auswahl den vierten, 2003 die U20-Auswahl den sechsten Platz.

## Karrierestatistik
(Legende zur Spielerstatistik: Sp oder GP = absolvierte Spiele; T oder G = erzielte Tore; V oder A = erzielte Assists; Pkt oder Pts = erzielte Scorerpunkte; SM oder PIM = erhaltene Strafminuten; +/− = Plus/Minus-Bilanz; PP = erzielte Überzahltore; SH = erzielte Unterzahltore; GW = erzielte Siegtore; 1 Play-downs/Relegation; Kursiv: Statistik nicht vollständig)